# Kaprifolazalea
Kaprifolazalea (Rhododendron periclymenoides) är en art i familjen ljungväxter, som först beskrevs av André Michaux, och fick sitt nu gällande namn av Lloyd Herbert Shinners. Rhododendron periclymenoides ingår i släktet rododendron, och familjen ljungväxter. Inga underarter finns listade i Catalogue of Life.

## Bildgalleri

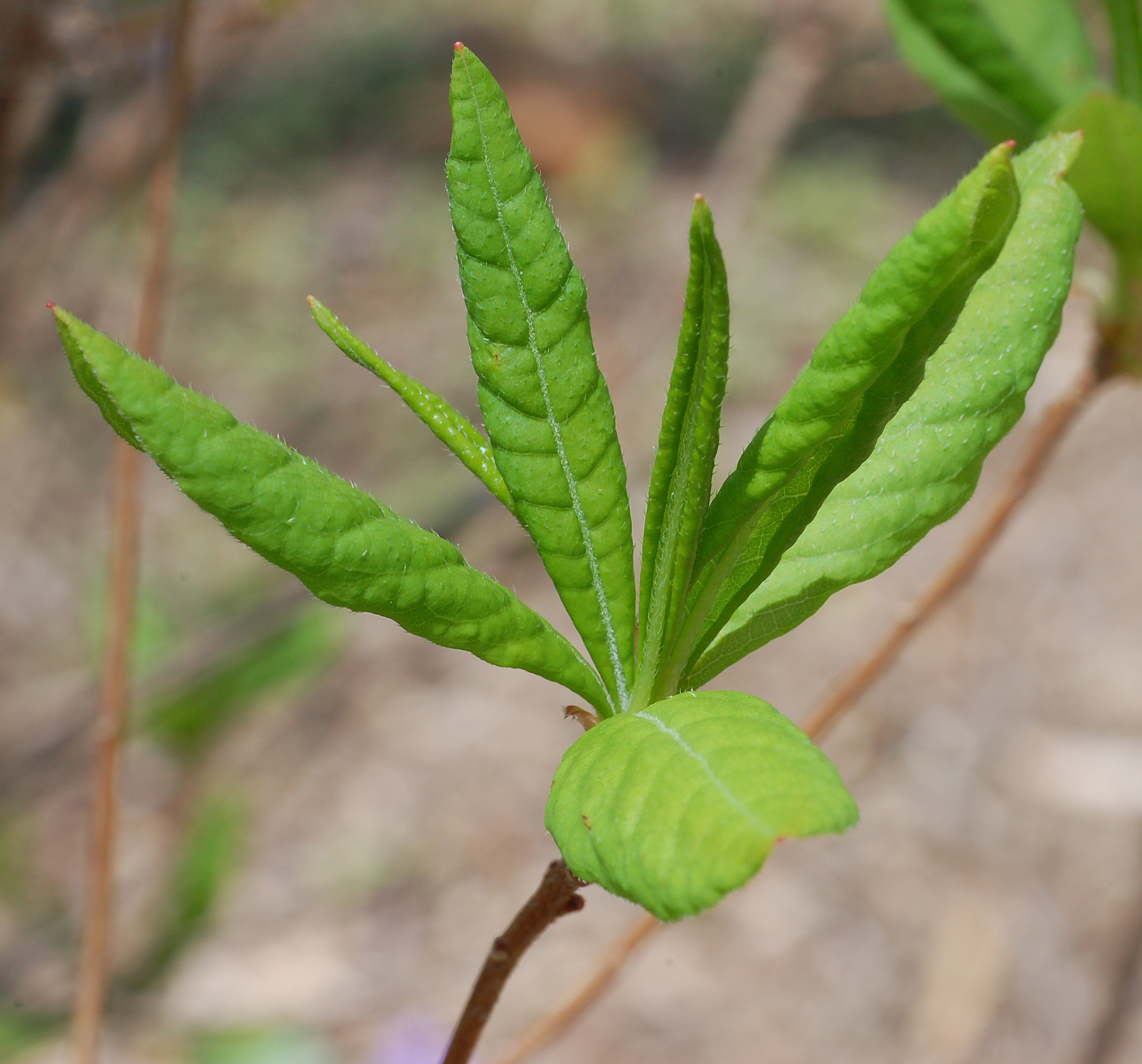
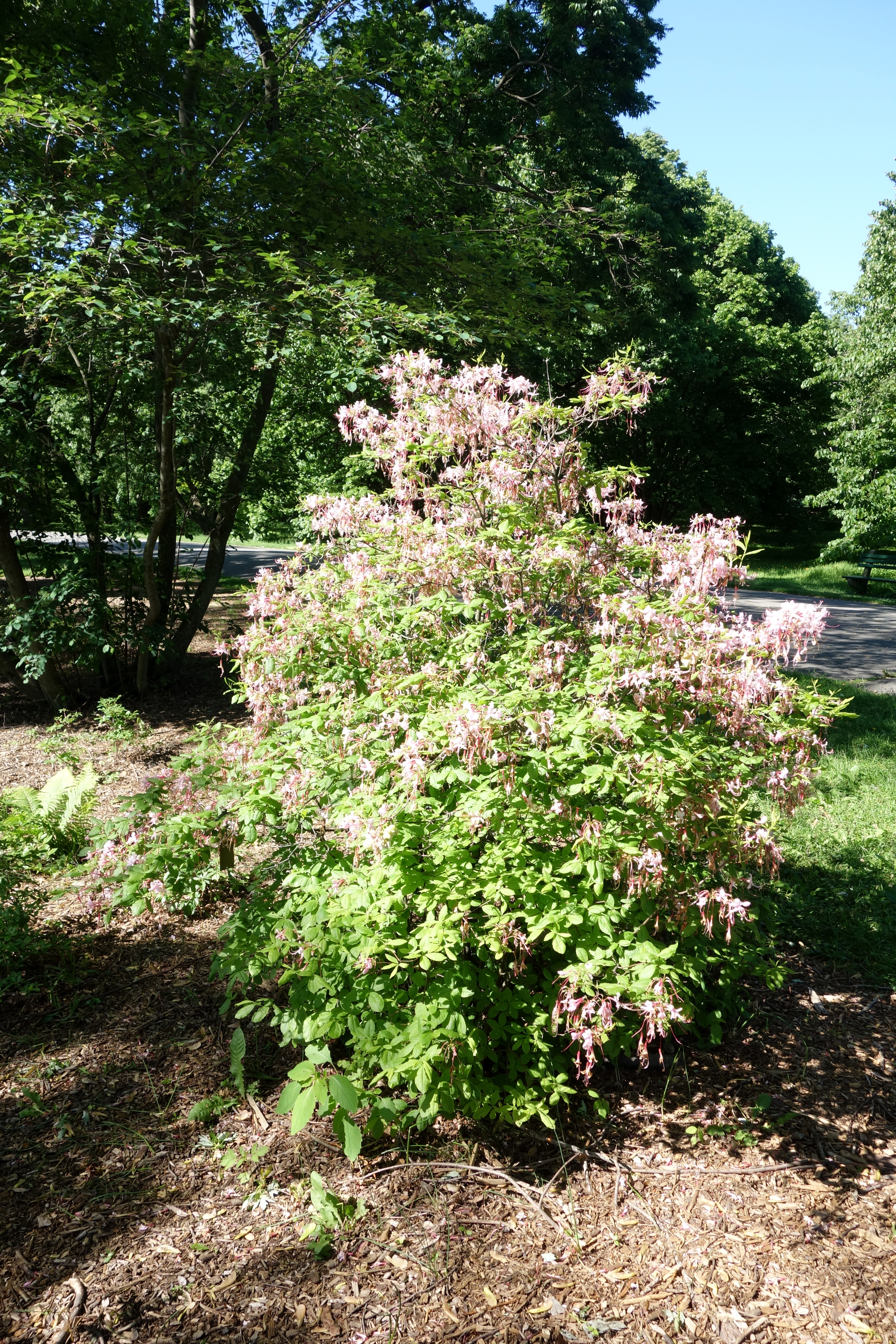
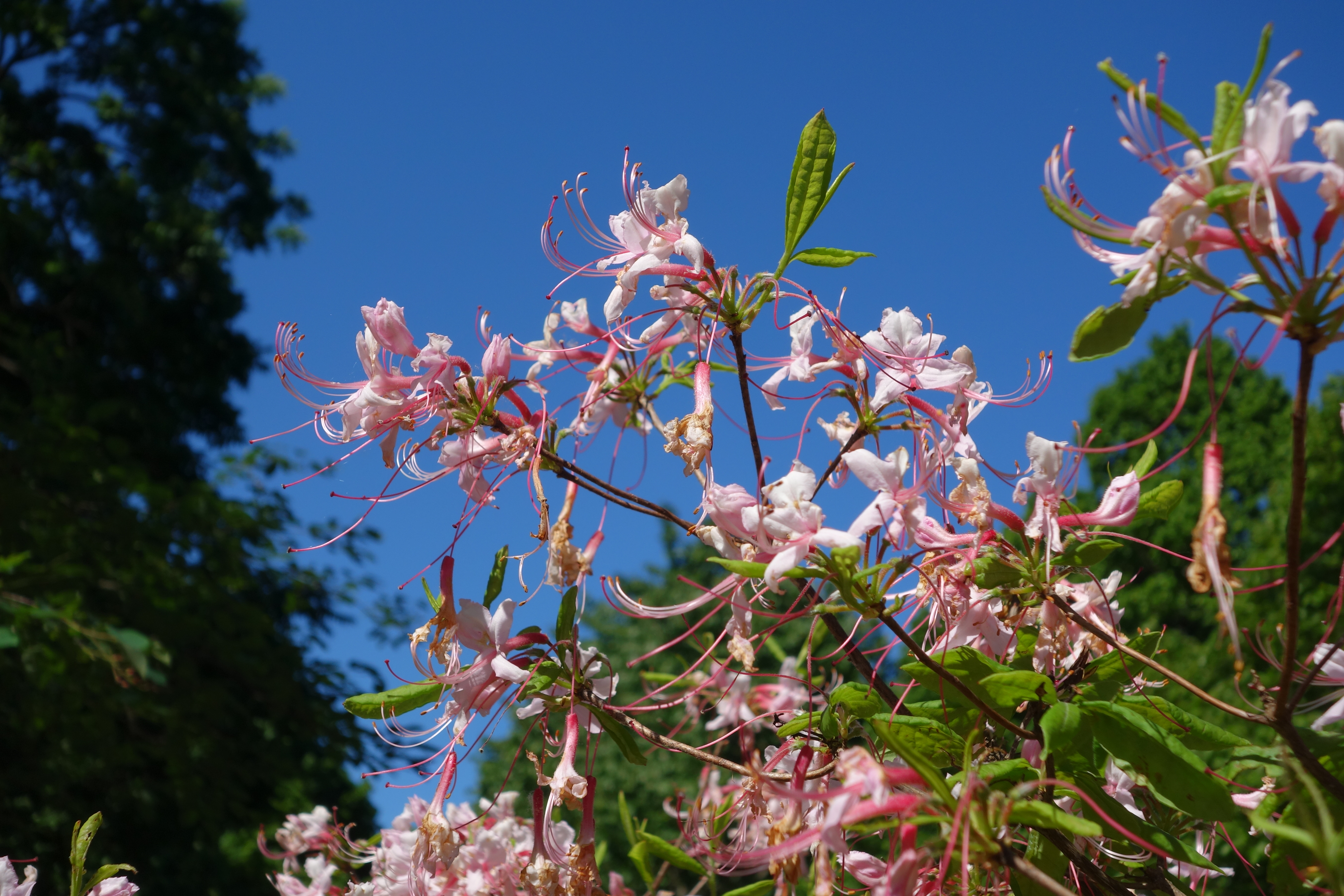
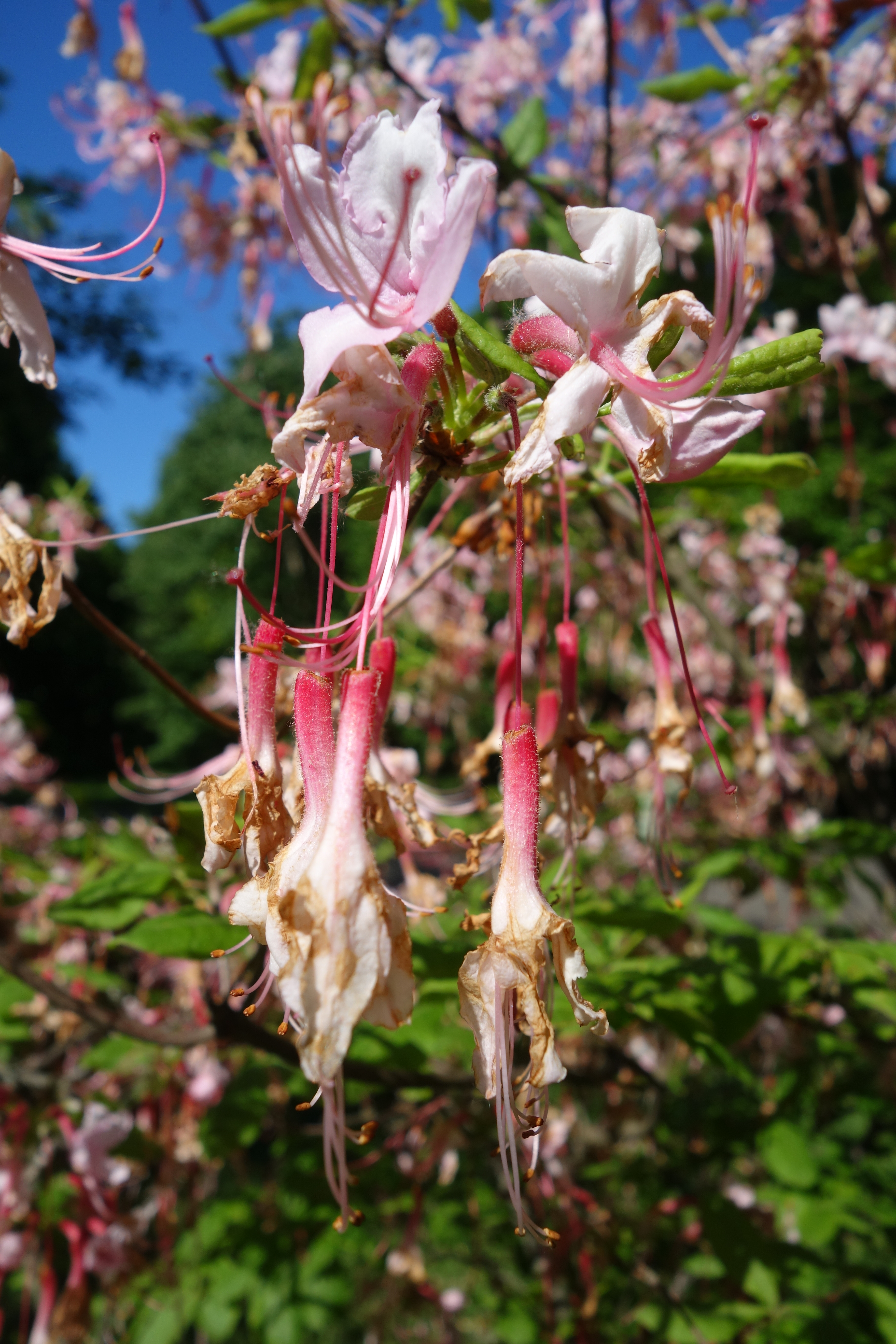
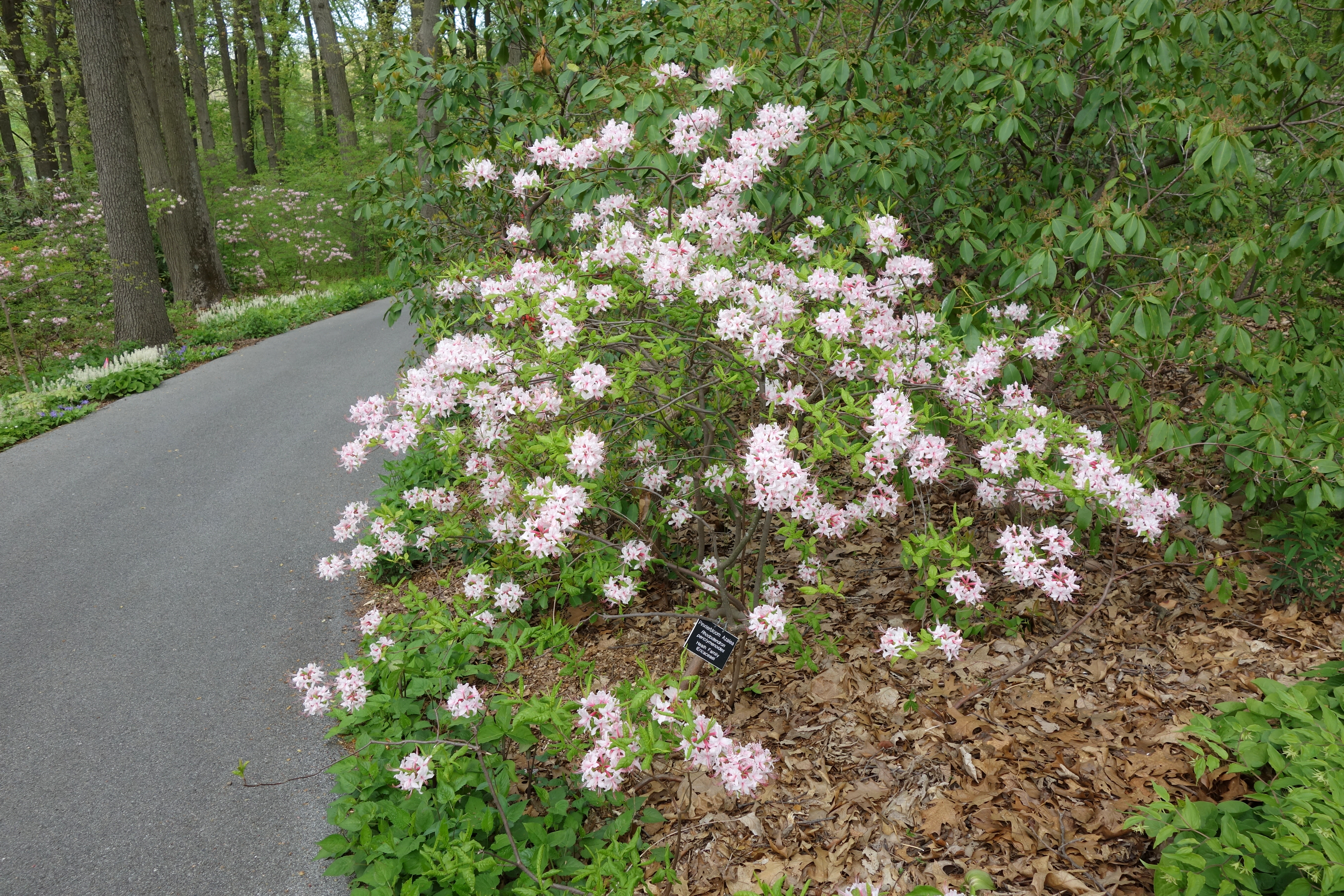
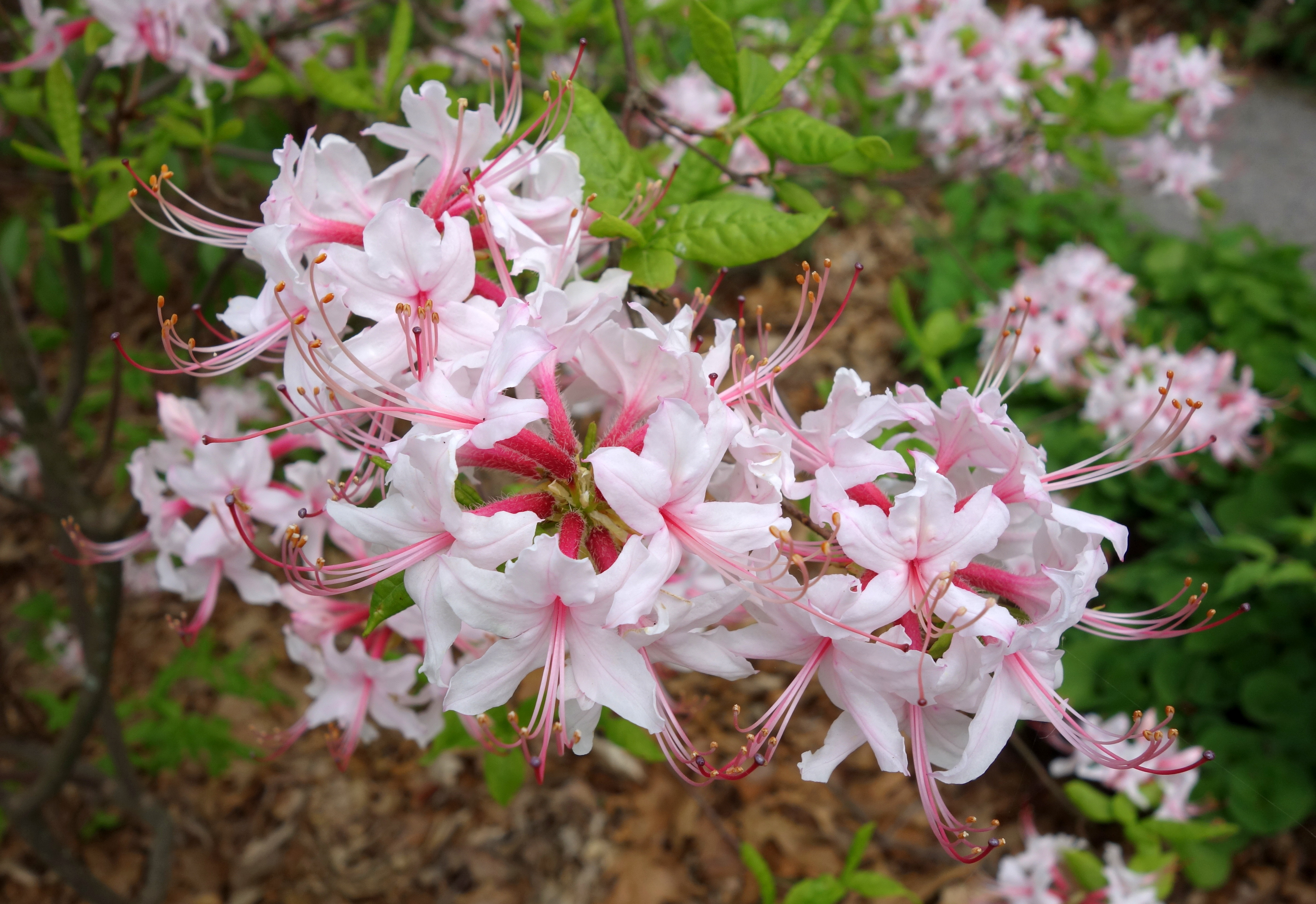